# Cosmisoma debile
Cosmisoma debile là một loài bọ cánh cứng trong họ Cerambycidae.